# Eric Johnson (cầu thủ bóng đá)
Eric Johnson (sinh ngày 16 tháng 12 năm 1944) là một cựu cầu thủ bóng đá người Anh thi đấu ở vị trí tiền vệ trái. Ông ra sân ở English Football League với Wrexham trong thập niên 1960, và thi đấu ở Welsh League cho Rhyl.